# Gottfried John
Gottfried John (Berlim, 29 de agosto de 1942 - Utting, 1 de setembro de 2014) foi um ator alemão, conhecido pelo papel do general Ourumov no filme 007 GoldenEye, e pelo papel de Júlio César no filme Asterix e Obelix Contra César.